# Frédéric de Negri

Wapenschild van de familie de Negri

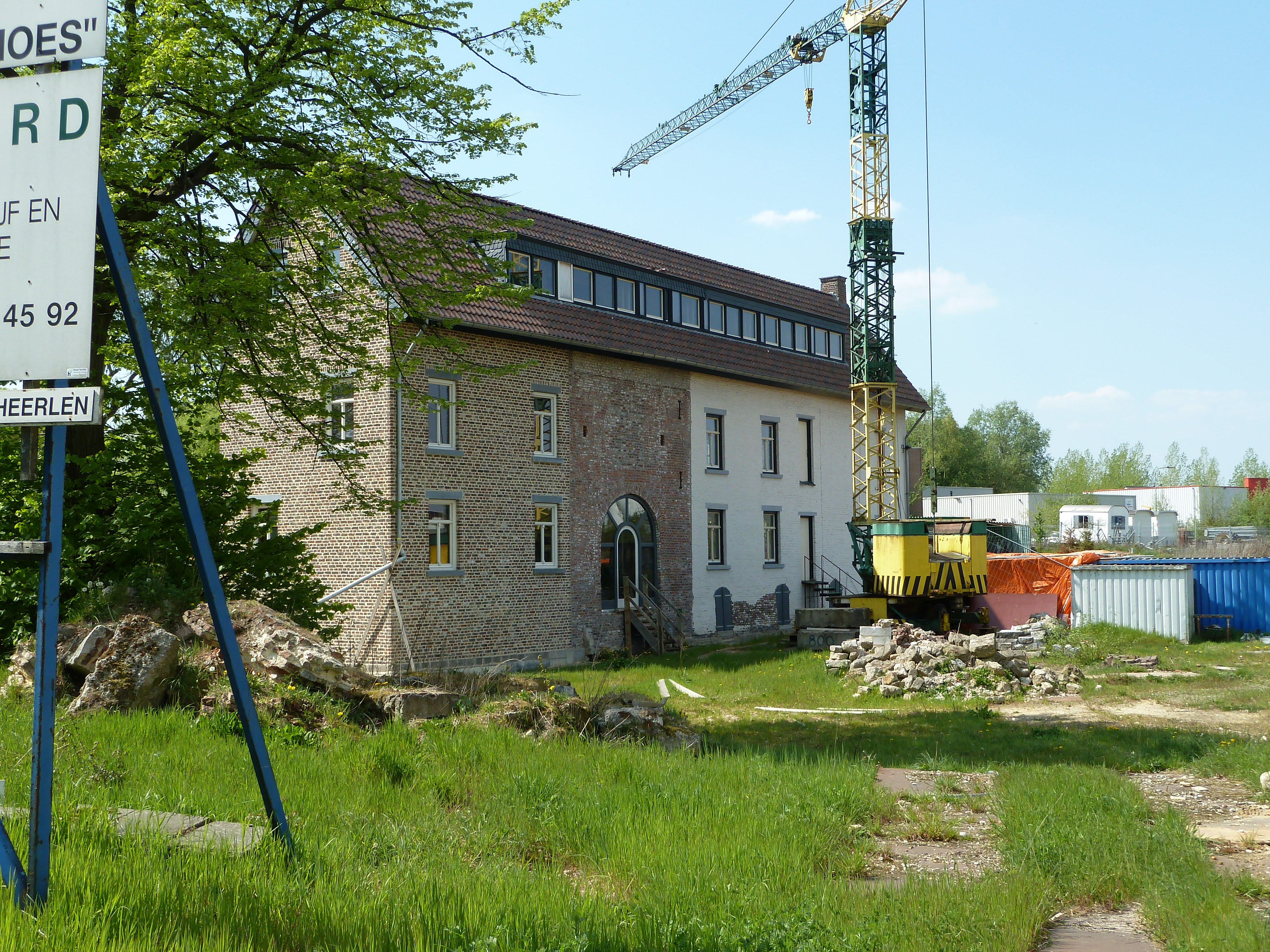
Wat resteert van het voormalig kasteel de Negri in Brunssum

Frédéric-Ferdinand de Negri (Brunssum, 14 december 1768 - 15 maart 1833) stamde uit een Limburgse adellijke familie, waarvan een tak zich in België vestigde.

## Levensloop
Een eerste officiële adelsverheffing werd in 1563 verleend aan Jean-Antoine de Negri, een verre voorvader van Frédéric de Negri.
- Frédéric Ferdinand Henri Joseph de Negri was onder het ancien régime heer van Hendrik-Kapelle en van Brussum. Hij was een zoon van baron François-Guillaume de Negri, drossaard van Valkenburg, en van Jeanne von Eys. Hij trouwde in 1794 in Aken met Jeannette von Geyr-Schweppenburg (1766-1838) en ze hadden twee zoons. In 1816, ten tijde van het Verenigd Koninkrijk der Nederlanden, kreeg hij erkenning in de erfelijke adel met de titel baron, overdraagbaar op alle afstammelingen, en benoeming in de Ridderschap van Limburg. Hij werd lid van de Provinciale Staten van Limburg.
  - Charles de Negri bleef na 1830 Nederlander. De familie is in 1899 uitgestorven.
  - Joseph de Negri (Aken, 1795 - Merkelbeek, 1870) verwierf in 1845 de Belgische nationaliteit. Hij was in 1818 getrouwd met de Brugse erfdochter Pauline Gilliodts (1799-1857).
    - Gustave de Negri (1820-1884), schepen van Oostkamp, trouwde met Marie-Hélène Veranneman de Watervliet (1825-1879), dochter van de burgemeester van Brugge Philippe Veranneman de Watervliet. Ze kregen twaalf kinderen, met afstammelingen tot heden.